# Joystick Telemach
El Telemach es un joystick para ordenadores personales y consolas de 8 y 16 bits, que usaba elementos profesionales de las máquinas recreativas.
Fue creado y comercializado exclusivamente en España a principios de los 90 por Industrias Lorenzo.

## Versiones
- Telemach Joystick Professional: cuerpo de madera, dos botones y una palanca de ocho direcciones con retorno por imanes.
- Telemach Joystick Professional doble: cuerpo de madera, cuatro botones y dos palancas de ocho direcciones con retorno por imanes.
- Telemach 200: cuerpo de plástico, de dos a cuatro botones y una palanca con retorno por muelles.

- Datos: Q5946859